# 1918 en littérature
| Années de la littérature : 1915 - 1916 - 1917 - 1918 - 1919 - 1920 - 1921    |
| Décennies de la littérature : 1880 - 1890 - 1900 - 1910 - 1920 - 1930 - 1940 |

## Évènements
- Le 1er janvier, l’université de Paris acquiert la bibliothèque d’art et d’archéologie fondée par le mécène Jacques Doucet (100 000 ouvrages).
- 23 juillet : Manifeste dada 1918, lu à Zurich par Tristan Tzara.

## Parutions

### Essais
- Jean Cocteau : Le Coq et l'Arlequin.
- Comte Hermann Keyserling : L’Avenir de l’Europe.
- Oswald Spengler : Le Déclin de l'Occident (1re partie)

### Histoire
- François-Marie-Joseph Gourdon : Relation de l'entrée de la religion catholique dans le Sétchouan

### Nouvelles
- Pierre d'Arcangues, Quand il reviendra (réimprimé en 1966 sous le titre Cote 304)
- César Capéran, Motifs, éd. Gaston Gallimard, 110 pages.

### Poésie
- Guillaume Apollinaire : Calligrammes (avril).
- Blaise Cendrars : J'ai tué, avec 5 dessins de Fernand Léger. À la Belle Édition, chez François Bernouard, (prose poétique).
- Paul Éluard : Poèmes pour la paix (juillet).
- Valery Larbaud : Les enfantines (février).
- Tristan Tzara : Vingt-Cinq Poèmes (juin).

### Romans

#### Auteurs francophones
- Henri Bachelin, Le Serviteur, Flammarion.
- Pierre Benoit, Kœnigsmark, Émile-Paul Frères.
- Georges Duhamel, Civilisation, Mercure de France.
- Jean Galmot, Quelle étrange histoire.
- Jean Giraudoux, Amica America aux éditions Émile-Paul frères et Simon le Pathétique chez Grasset.
- Maurice Leblanc, Le Triangle d'or, Éditions Pierre Lafitte.
- André Maurois, Les Silences du colonel Bramble, Grasset, Paris.
- J.-H. Rosny aîné, Le Félin géant dans le magazine Lecture pour tous.

#### Auteurs traduits
- Wacław Berent (polonais) : Żywe kamienie (Pierres vivantes).
- Joseph Conrad : Typhon, traduit par André Gide (juin).
- Selma Lagerlöf : Le Banni (Bannlyst).
- Katherine Mansfield : Prélude, publié à Londres à la Hogarth Press, fondée et dirigée par Virginia et Leonard Woolf (31 juillet).
- Lytton Strachey : Eminent Victorians.
- Heinrich Mann, Le Sujet de l'Empereur (titre original en allemand : Der Untertan)

### Théâtre
- Paul Claudel : Le Pain dur (août).
- James Joyce : Les Exilés.
- Vladimir Maïakovski : Mystère Bouffe, pièce créée à Petrograd (7 novembre).
- Ernst Toller :  Die Wandlung, pièce écrite en prison.
- Heinrich von Kleist : La Cruche brisée, avec Emil Jannings (23 juillet).

## Prix littéraires
- 11 décembre : Prix Goncourt attribué à Civilisation de Georges Duhamel.
- Prix Femina : Le Serviteur d'Henri Bachelin
- Grand prix du roman de l'Académie française : le premier Grand Prix de l'histoire pour Histoire de Gotton Connixloo de Camille Mayran

## Principales naissances
- 11 avril : Marie-Thérèse Colimon Hall, poétesse, dramaturge et écrivaine haïtienne († avril 1997).
- 16 mai : Gaetano Tumiati, journaliste et écrivain italien († 22 octobre 2012).
- 22 octobre : René de Obaldia, dramaturge, romancier et poète français.
- 11 décembre : Alexandre Soljenitsyne, écrivain et dissident russe († 3 août 2008).

## Principaux décès
- 6 septembre : Inglês de Sousa, romancier naturaliste brésilien (° 1858).
- 28 septembre : Georg Simmel, sociologue (° 1er mars 1858)).
- 30 septembre : Ingersoll Lockwood, avocat et écrivain américain.
- 9 novembre : Guillaume Apollinaire, poète et écrivain français (° 26 août 1880).
- 2 décembre : Edmond Rostand, écrivain français (° 1er avril 1868).